# Humboldthain
Het Volkspark Humboldthain is een park in het Berlijnse stadsdeel Gesundbrunnen in het district Mitte. Het wordt in het oosten begrensd door de Brunnenstraße, in het zuiden door de  Gustav-Meyer-Allee, in het westen door de Hussitenstraße en in het noorden door de Hochstraße en de evenwijdig lopende S-Bahn.
De bouw van het volkspark werd gestart in 1869, de 100ste verjaardag van Alexander von Humboldt, en werd beëindigd in 1876. In de jaren 1941/1942 werden in het park twee verbunkerde "Flaktürme" gebouwd. Een van de torens werd niet opgeblazen na de Tweede Wereldoorlog en doet thans onder meer dienst als uitkijktoren.